# 李干成
李幹成（1909年11月8日—1993年4月14日），原名李学斌，又名李慈，男，江苏涟水人，中华人民共和国政治人物，中国共产党及其领导的军队的基层领导人，曾任中共上海市委常委、上海市人民委员会副市长。中华人民共和国时期上海市政建设的奠基人之一。

## 生平

### 地下工作与被捕
李干成是江苏省涟水县红窑乡（今红窑镇）龙兴村人。民国15年（1926年），18岁的李干成考取了上海建设大学。民国18年（1929年），李干成在上海建设大学学习时，参加了中国共产主义青年团（后转入中国共产党），同年冬辍学从事地下工作，任上海市闸北区团委宣传部长。民国19年（1930年）春，奉派赴苏北组织农民暴动，历任中共宿迁县委书记、宿迁县行动委员会书记兼红十五军三师管区政治委员、中共邳县县委书记、共青团徐海蚌特委书记。民国20年（1931年）1月，任共青团吴淞区委、沪中区委书记。同年夏，调任共青团江苏省委巡视员。1931年九一八事变后，调任共青团河南省委书记。民国21年（1932年）调回江苏省，任沪西区团委书记，上海巡委会巡委。
民国21年（1932年）11月，因遭人举报，李干成在上海公共租界被捕，并被引渡到淞沪警备司令部。在国民政府的监狱中被囚禁五年，多次遭严刑拷打，但他拒绝自首，还组织狱中的中共党员争取获释、改善待遇，是狱中中共领导核心人物之一。

### 从抗战到内战
民国26年（1937年）抗日战争爆发后，李干成获得无条件释放。由于在监狱中长期受到折磨，出狱时他满身疾病，双目几乎失明。随后他回到家乡，在与中共组织失去联系的情况下，继续从事革命活动。民国27年（1938年）1月，与陈亚昌、万金培等人在涟水县灰墩小学发起成立了涟水县抗日同盟会，当选理事长。同年2月，苏北抗日同盟总会成立时，当选为理事。民国28年（1939年）3月，与陈亚昌等人创建了涟水抗日义勇队，不久，该队与涟水县民众抗日独立营合并为涟水抗日义勇队，李干成出任队长。同年4月，率涟水抗日义勇队在鲁渡北小朱庄附近伏击了强征民伕筑路的日军，此为涟水县民众抗日战争的第一枪。同年6月，涟水抗日义勇队编入八路军山东纵队陇海南进支队第八团，李干成任该团政治部主任。
民国29年（1940年）9月，李干成调任淮海区专员公署民政处长兼粮食处长。1942年3月，经刘少奇亲自过问，李干成的中国共产党党籍得以恢复。此后，李干成历任中共泗沭县委书记、中共宿迁县委书记、中共淮海地委组织部长。第二次国共内战时期，历任淮海区第二中心县委书记、华中行政办事处民教处长、华中支前司令部副政委。
淮海战役结束后，李干成奉命渡长江南下，接管苏州专区，并于1949年4月担任苏州专区行政公署专员，成为中国人民解放军占领苏州专区之后，苏州专区行政公署的第一任专员。任内，1949年6月、7月间，苏州专区发生水灾，7月24日，苏州专区又遭持续20多个小时的强台风袭击，李干成亲临第一线积极组织救灾。

### 上海市政建设
中华人民共和国成立后，李干成任中共常州地委副书记、代理书记。 1953年调往上海市工作，历任上海市市政建设委员会副主任、党组书记、交通工作部部长、基建委员会副主任、党组书记。1962年，任中共上海市委常委、上海市副市长。李干成长期负责上海市市政建设工作，主持建成了虹桥机场，沪嘉公路、沪闵公路，开挖了上海市第一段地铁隧道及第一条越江隧道，并规划建设了闵行区等新区。1956年，李干成领导的上海市政建设办公室向上海市人民委员会提交了《上海市地下铁道初步规划》，该规划引起了激烈争议，很多人反对上海市修建地铁，但李干成说，“修建地铁，不仅是为了战时防空，更是为了解决上海将来可能会出现的交通拥堵问题，拓宽上海的发展空间。”

### 文化大革命
文化大革命初期，李干成出面参与处理安亭事件。1967年12月，李干成被造反派关押，隔离审查。此后，他长期被关押在上海少年犯管教所。文化大革命中，李干成坚持原则，遭到四人帮的迫害，在关押中数度病危。一次，专案组提审李干成，要其揭发陈丕显的“修正主义黑线”，李干成答道： “我没看出什么修正主义黑线，陈丕显布置的事我认为是对的，所以都积极地干了，不盖房子、不修路、不建机场总不行吧。”因拒绝诬陷陈丕显，坚持原则，李干成被视为 “态度恶劣”而受到残忍迫害，连长期服用的降压药都被停发，最终导致其发生了严重的脑溢血。

### 晚年
文化大革命结束后，李干成历任上海市政协副主席、中共上海市委顾问。文化大革命结束后，组织上补发了李干成在文化大革命期间的工资，李干成要求将所有补发的工资作为党费上交，后经组织劝说，才留下了很少的一部分。
1993年4月14日，李干成在上海病逝。

## 家庭
- 妻子：吕继英，和李干成育有七个子女。
  - 长子：李仲之[6]，現任江蘇省再生能源協會名譽會長。
  - 二子：李伟之[6]，在上海一家房地產研究機構工作。
  - 三子：李健之[6]。
  - 四子：李源潮，十七、十八届中共中央政治局委员，2013年当选中华人民共和国副主席。
  - 五子：李申初[6]。
  - 长女：李苏华[6]。
  - 次女：李苏光。

## 延伸阅读
- 《李干成纪念文集》